# حوزه‌های انتخابیه مجلس شورای اسلامی در استان قزوین

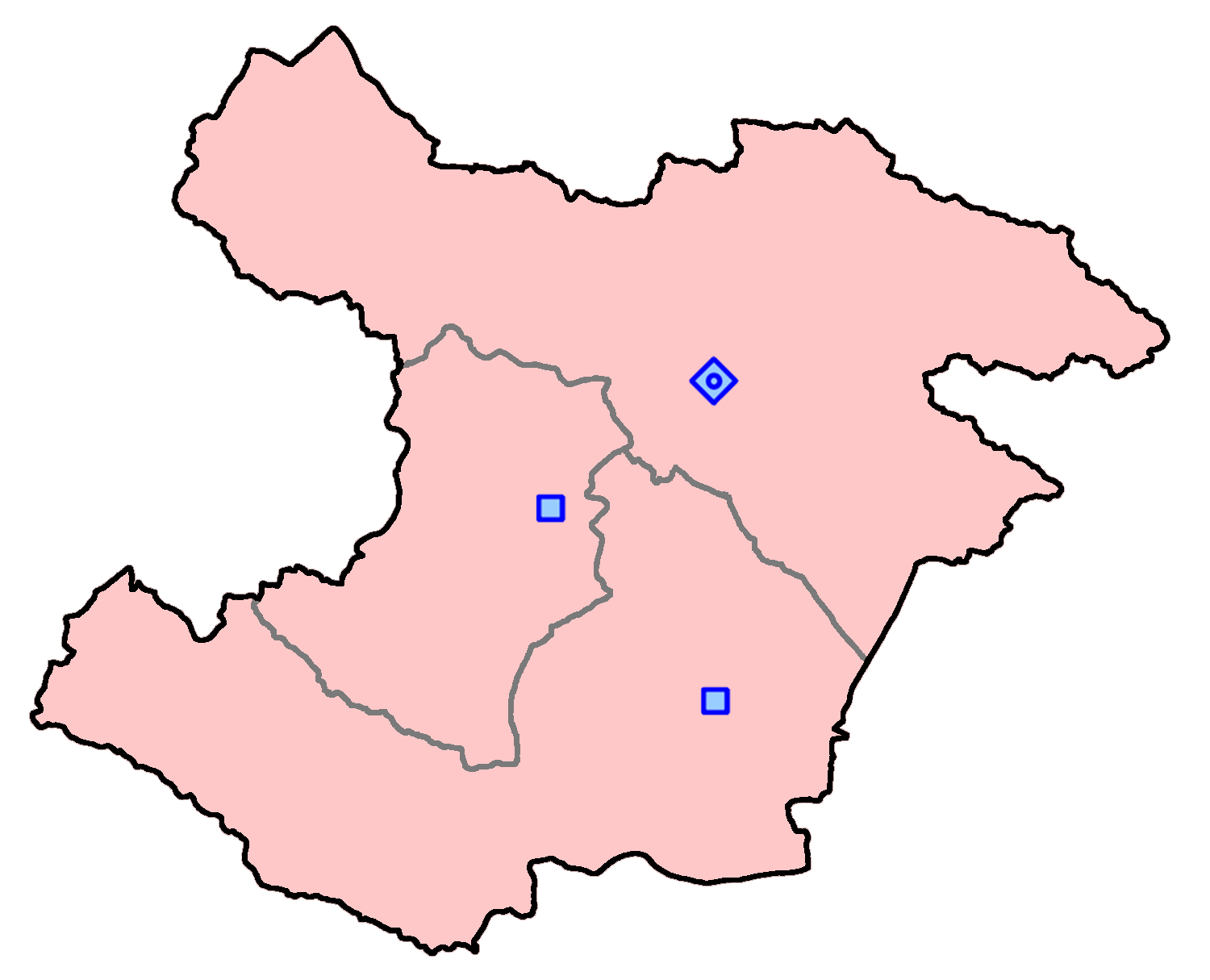
حوزه‌های انتخاباتی استان قزوین

استان قزوین ۳ حوزه برای انتخابات مجلس دارد که در مجموع ۴ نماینده را در بر می‌گیرد.
| مرکز      | حوزه                | شهرستان‌ها | بخش‌ها                                                           | کرسی | نقشه | جمعیت  |
| --------- | ------------------- | --------- | --------------------------------------------------------------- | ---- | ---- | ------ |
| قزوین     | قزوین، آبیک و البرز | قزوین     | شهر قزوین، مرکزی، طارم سفلی،رودبار الموت، رودبار شهرستان، کوهین | ۲    |      | ۹۳۴۳۳۳ |
| قزوین     | قزوین، آبیک و البرز | آبیک      | شهر آبیک، مرکزی، بشاریات                                        | ۲    |      | ۹۳۴۳۳۳ |
| قزوین     | قزوین، آبیک و البرز | البرز     | شهر الوند، مرکزی، محمدیه                                        | ۲    |      | ۹۳۴۳۳۳ |
| بوئین‌زهرا | بوئین‌زهرا و آوج     | بوئین‌زهرا | شهر بوئین‌زهرا، مرکزی، رامند، شال، دشتابی                        | ۱    |      | ۱۶۶۷۹۲ |
| بوئین‌زهرا | بوئین‌زهرا و آوج     | آوج       | شهر آوج، مرکزی، آبگرم                                           | ۱    |      | ۱۶۶۷۹۲ |
| تاکستان   | تاکستان             | تاکستان   | شهر تاکستان، مرکزی، اسفرورین، خرمدشت، ضیاآباد                   | ۱    |      | ۱۷۲۶۳۶ |